# TELEPORTATION
『TELEPORTATION』（テレポーテーション）は、1987年5月21日にリリースされたプリンセス プリンセスの1枚目のフル・アルバム。

## 解説
デビュー・ミニ・アルバムとなる前作『Kissで犯罪』に次いで発売された初のオリジナル・フル・アルバム。本作以降は笹路正徳がサウンド・プロデューサーを務めている。

## 制作
当時、スタッフの間では「（プリンセス プリンセスの）メンバーは自分達で曲を書けるのか?」という話になり、当初メンバーの自作曲はアルバムの半分位と言う話になっていたが、メンバーはそれに反発。前身のJULIAN MAMA時代からプリンセス プリンセスにとってのサウンド・アドバイザー的な存在だった片野悦郎と、作詞面のアドバイザーに田口俊を迎えたメンバーは、自作曲を大量に制作してきた。結果10曲中9曲（先行シングル「恋はバランス」の作曲が鈴木キサブロー。「モーション・エモーション」の作曲が片野悦郎と共作）がメンバー自作曲になった。

## アルバムジャケット
ジャケットはCG風の少女のイラストになっており、メンバーは裏面に貴婦人風の着飾った姿で写っている。

## 収録曲

### 一覧

#### LP・CT
| #         | タイトル                                              | 作詞       | 作曲                         | 時間  |
| --------- | ----------------------------------------------------- | ---------- | ---------------------------- | ----- |
| 1.        | 「ガールズ・ナイト」                                  | 中山加奈子 | 奥居香                       | 4:42  |
| 2.        | 「恋はバランス」(1stシングル)                         | 中山加奈子 | 鈴木キサブロー               | 4:08  |
| 3.        | 「言わないで」                                        | 今野登茂子 | 奥居香・渡辺敦子・中山加奈子 | 4:25  |
| 4.        | 「ソーロング、ドリーマー」(1stシングルのカップリング) | 富田京子   | 奥居香                       | 4:17  |
| 5.        | 「思い出の隙間」                                      | 中山加奈子 | 中山加奈子                   | 5:13  |
| 合計時間: | 合計時間:                                             | 合計時間:  | 合計時間:                    | 22:45 |

| #         | タイトル                                                                  | 作詞       | 作曲                            | 時間  |
| --------- | ------------------------------------------------------------------------- | ---------- | ------------------------------- | ----- |
| 1.        | 「ユー・アー・マイ・スターシップ」                                        | 富田京子   | 奥居香                          | 4:30  |
| 2.        | 「海にひとしずく」                                                        | 今野登茂子 | 今野登茂子                      | 4:19  |
| 3.        | 「ヒプノタイズド」                                                        | 奥居香     | 奥居香                          | 4:32  |
| 4.        | 「モーション・エモーション」                                              | 中山加奈子 | プリンセス プリンセス・片野悦郎 | 4:15  |
| 5.        | 「ヴァイブレーション」(2ndシングル「世界でいちばん熱い夏」のカップリング) | 中山加奈子 | 中山加奈子                      | 4:11  |
| 合計時間: | 合計時間:                                                                 | 合計時間:  | 合計時間:                       | 21:47 |

#### CD
| #         | タイトル                                                                  | 作詞       | 作曲                            | 時間  |
| --------- | ------------------------------------------------------------------------- | ---------- | ------------------------------- | ----- |
| 1.        | 「ガールズ・ナイト」                                                      | 中山加奈子 | 奥居香                          | 4:42  |
| 2.        | 「恋はバランス」(1stシングル)                                             | 中山加奈子 | 鈴木キサブロー                  | 4:08  |
| 3.        | 「言わないで」                                                            | 今野登茂子 | 奥居香・渡辺敦子・中山加奈子    | 4:25  |
| 4.        | 「ソーロング、ドリーマー」(1stシングルのカップリング)                     | 富田京子   | 奥居香                          | 4:17  |
| 5.        | 「思い出の隙間」                                                          | 中山加奈子 | 中山加奈子                      | 5:13  |
| 6.        | 「ユー・アー・マイ・スターシップ」                                        | 富田京子   | 奥居香                          | 4:30  |
| 7.        | 「海にひとしずく」                                                        | 今野登茂子 | 今野登茂子                      | 4:19  |
| 8.        | 「ヒプノタイズド」                                                        | 奥居香     | 奥居香                          | 4:32  |
| 9.        | 「モーション・エモーション」                                              | 中山加奈子 | プリンセス プリンセス・片野悦郎 | 4:15  |
| 10.       | 「ヴァイブレーション」(2ndシングル「世界でいちばん熱い夏」のカップリング) | 中山加奈子 | 中山加奈子                      | 4:11  |
| 合計時間: | 合計時間:                                                                 | 合計時間:  | 合計時間:                       | 44:32 |